# 2013年东南亚运动会跳水比赛
跳水已在2013年东南亚运动会举行。比赛日期是在12月18日至21日。此项目设下8枚金牌。而马来西亚代表团在此项目独揽8枚金牌，创造东南亚运动会跳水比賽的历史。

## 运动项目
- 男女三米跳板
- 男女双人三米跳板
- 男女十米跳台
- 男女双人十米跳台

## 奖牌榜
东道主
| 排名 | 国家／地区        | 金牌 | 银牌 | 铜牌 | 總數 |
| ---- | ----------------- | ---- | ---- | ---- | ---- |
| 1    | 马来西亚（MAS）   | 8    | 3    | 1    | 10   |
| 2    | 印度尼西亚（INA） | 0    | 2    | 4    | 6    |
| 3    | 新加坡（SIN）     | 0    | 2    | 2    | 4    |
| 4    | 缅甸（MYA）       | 0    | 1    | 1    | 2    |
| 总数 | 总数              | 8    | 8    | 8    | 24   |

## 获胜者

### 男子
| 项目                  | 金牌                                              | 银牌                                                | 铜牌                                                            |
| 个人3米跳板           | 黄兹梁 · 马来西亚（MAS）                          | 李汗铭 · 新加坡（SIN）                              | 周溢薇 · 马来西亚（MAS）                                        |
| 双人3米跳板) （詳細） | 马来西亚（MAS） · 黄兹梁 · 阿莫安沙·阿兹曼        | 新加坡（SIN） · 李汗光 · 李汗铭                     | 印度尼西亚（INA） · 阿克马·苏克兰·詹扎米 · 阿迪由·勒斯土·布特拉 |
| 个人10米跳台 （詳細） | 穆罕穆特·纳兹林·阿都拉 · 马来西亚（MAS）          | 黄兹梁 · 马来西亚（MAS）                            | 阿迪由·勒斯土·布特拉 · 印度尼西亚（INA）                        |
| 双人10米跳台 （詳細） | 马来西亚（MAS） · 黄兹梁 · 穆罕穆特·纳兹林·阿都拉 | 印度尼西亚（INA） · 安得里阳 · 阿迪由·勒斯土·布特拉 | 新加坡（SIN） · 李汗光 · 李汗铭                                 |

### 女子
| 项目                  | 金牌                                     | 银牌                                                 | 铜牌                                                |
| 个人3米跳板 （詳細）  | 张俊虹 · 马来西亚（MAS）                 | 吴丽颐 · 马来西亚（MAS）                             | 伊卡·布纳马·印达 · 印度尼西亚（INA）                |
| 双人3米跳板 （詳細）  | 马来西亚（MAS） · 吴丽颐 · 张俊虹        | 印度尼西亚（INA） · 伊卡·布纳马·印达 · 德韦·斯扬宁丝 | 新加坡（SIN） · 方开燕 · 李嘉雯                     |
| 个人10米跳台 （詳細） | 潘德莉拉 · 马来西亚（MAS）               | 骆佳宜 · 马来西亚（MAS）                             | 蓑楠达 · 缅甸（MYA）                                |
| 双人10米跳台 （詳細） | 马来西亚（MAS） · 诺达比塔·萨比 · 梁敏喻 | 缅甸（MYA） · 齐淑菈 · 蓑楠达                        | 印度尼西亚（INA） · 德韦·斯扬宁丝 · 丽娜迪尼·亚斯敏 |

## 外部連結
1. ↑   (PDF).   [2013-12-19]. （原始内容 (PDF)存档于2016-03-04）.
2. ↑   (PDF).   [2013-12-21]. （原始内容 (PDF)存档于2014-12-04）.
3. ↑   (PDF).   [2013-12-19]. （原始内容 (PDF)存档于2016-03-04）.
4. ↑   (PDF).   [2013-12-21]. （原始内容 (PDF)存档于2016-03-04）.
5. ↑   (PDF).   [2013-12-19]. （原始内容 (PDF)存档于2016-03-04）.
6. ↑   (PDF).   [2013-12-21]. （原始内容 (PDF)存档于2016-03-04）.
7. ↑   (PDF).   [2013-12-19]. （原始内容 (PDF)存档于2016-03-04）.
8. ↑   (PDF).   [2013-12-21]. （原始内容 (PDF)存档于2016-03-04）.

- 亚奥理事会官方网页
- 2013年东南亚运动会